# Habib M'barek
Pour les articles homonymes, voir M’Barek.
Habib M'barek, né le 7 août 1951 à Gafsa, est un pharmacien, homme politique et diplomate tunisien. Il est ministre de la Santé entre 2001 et 2004, et brièvement ministre de l'Agriculture et de l'Environnement, au sein du premier gouvernement d'union nationale de Mohamed Ghannouchi, en janvier 2011.

## Biographie

### Formation
Habib M'barek étudie à l'université de Bordeaux, à la faculté de médecine et de pharmacie, où il obtient un diplôme en spécialité biologie.

### Carrière professionnelle
Il commence à travailler au sein de l'hôpital régional de Gafsa, en tant que chef du service de pharmacie et du laboratoire de biologie, de 1977 à 1984. Il est également professeur à l'École des infirmiers et de biologie de Gafsa.

### Carrière politique
Il est maire de Gafsa entre 1985 à 1990. Membre du Rassemblement constitutionnel démocratique, il est d'abord secrétaire général du comité de coordination du parti à Gafsa. De 2000 à 2001, il est secrétaire permanent du RCD chargé de la jeunesse et de l'éducation puis secrétaire général adjoint du RCD chargé des relations internationales.
Il est député à la Chambre des députés entre 1989 et 2004, où il préside la commission parlementaire des affaires sociales et de la santé publique et la commission de l'agriculture, de l'industrie et du commerce ; il est aussi membre de la commission parlementaire de suivi des relations avec le Parlement européen, du comité exécutif de l'Union des parlementaires africains et membre du conseil consultatif maghrébin. Il poursuit ensuite une carrière de diplomate comme ambassadeur de Tunisie en Espagne entre 2004 et 2007 et en Algérie de 2007 à 2011.
Il est ministre de la Santé entre 2001 et 2004 et brièvement ministre de l'Agriculture et de l'Environnement en janvier 2011, à la suite de la révolution. À son second poste, son secrétaire d'État est Salem Hamdi.
Il est favorable au développement de l'Union du Maghreb arabe.

## Vie privée
Il est marié et père de quatre enfants.